# Războiul de succesiune pentru Flandra și Hainaut
Războiul de succesiune pentru Flandra și Hainaut a reprezentat o serie de conflicte de natură feudală de la jumătatea secolului al XIII-lea dintre copiii contesei Margareta a II-a de Flandra. Obiectul l-a constituit succesiunea comitatelor de Flandra și de Hainaut, primul fiind un fief al regelui Franței, iar cel de al doilea al regelui Germaniei.

## Originile
Atunci când contele Balduin al IX-lea a plecat pentru a participa la cruciada a patra, în anul 1202, el și-a lăsat stăpânirile occidentale fiicei sale mai mari, Ioana. Aceasta a moștenit stăpânirile la moartea lui Balduin din 1205, însă, deși căsătorită în două rânduri, s-a stins din viață în 1244 fără a avea moștenitori. Ca urmare, succesiunea a trecut pe seama fiicei mai tinere a lui Balduin, Margareta, sub numele de Margareta a II-a.
Prima căsătorie a Margaretei a fost cu Bouchard al IV-lea d'Avesnes, ea încheindu-se în 1221, ca urmare a excomunicării lui Bouchard. Anterior, din această căsătorie rezultaseră trei copii, printre care Ioan I d'Avesnes. În 1223, Margareta s-a recăsătorit cu Guillaume al II-lea de Dampierre (d. 1231), cu care a avut de asemenea trei urma;i, printre care Guillaume (viitorul Guillaume al III-lea de Flandra) și Guy de Dampierre. 
Drepturile de moștenire asupra stăpânirilor Margaretei dintre urmașii seniorilor de Avesnes și de Dampierre constituie cauza conflictelor cunoscute sub numele de "Războiul de succesiune pentru Flandra și Hainaut".

## Primul conflict
Primul conflict a început în 1244. Ioan I d'Avesnes și Guillaume de Dampierre, frați vitregi, s-au aflat în dispută până când regele Ludovic al IX-lea al Franței a intervenit în 1246. Monarhul francez a oferit Hainaut (deși acesta nu era vasal al coroanei Franței) lui Ioan d'Avesnes, iar Flandra lui Guillaume de Dampierre. În baza acestei hotărâri, Margareta a oferit stăpânirea asupra Flandrei lui Guillaume în 1247, însă nu a cedat stăpânirea asupra Hainaut lui Ioan d'Avesnes.
În 1251, Guillaume a încetat din viață, Flandra trecând în mâinile fratelui său Guy de Dampierre.

## Al doilea conflict
În 1248, regele Ludovic al IX-lea a plecat pentru a participa la cruciada a șaptea, rămânând dincolo de mări vreme de șase ani. Înțelegând că mama sa nu intenționează să îi acorde drepturile de stăpânire asupra Hainaut, Ioan I d'Avesnes s-a revoltat împotriva Margaretei a II-a și l-a atacat pe fratele său vitreg Guy de Dampierre, devenit recent conte de Flandra.
Războiul a continuat prin atragerea de partea lui Ioan I a regelui german Wilhelm de Olanda. Luptele au continuat până la bătălia de la West-Capelle din 4 iulie 1253, în care Ioan d'Avesnes a obținut o strălucită victorie asupra lui Guy de Dampierre, forțându-l pe acesta și pe Margareta a II-a să respecte hotărârea lui Ludovic al IX-lea și să îi recunoască stăpânirea asupra Hainaut.

## Al treilea conflict
Margareta nu s-a recunoscut înfrântă în ambițiile sale și a continuat să îl conteste pe propriul său fiu, Ioan I. Mai mult decât atât, ea a acordat Hainaut lui Carol de Anjou, fratele mai mic al lui Ludovic al IX-lea, recent revenit din cruciadă. Carol a îmbrățișat cauza Margaretei și s-a luptat cu Ioan I, însă a eșuat în tentative de cucerire a orașului Valenciennes și puțin a lipsit să fie ucis într-o ambuscadă. Atunci când Ludovic a revenit de dincolo de mări, în 1254, a confirmat rezultatele primului său arbitraj și i-a ordonat fratelui său să se retragă din dispută, Carol revenind în Provence. Odată cu acest al doilea arbitraj, conflictul de succesiune ia sfârșit, iar Ioan d'Avesnes își asigură stăpânirea în Hainaut.